# シラオネッタイチョウ

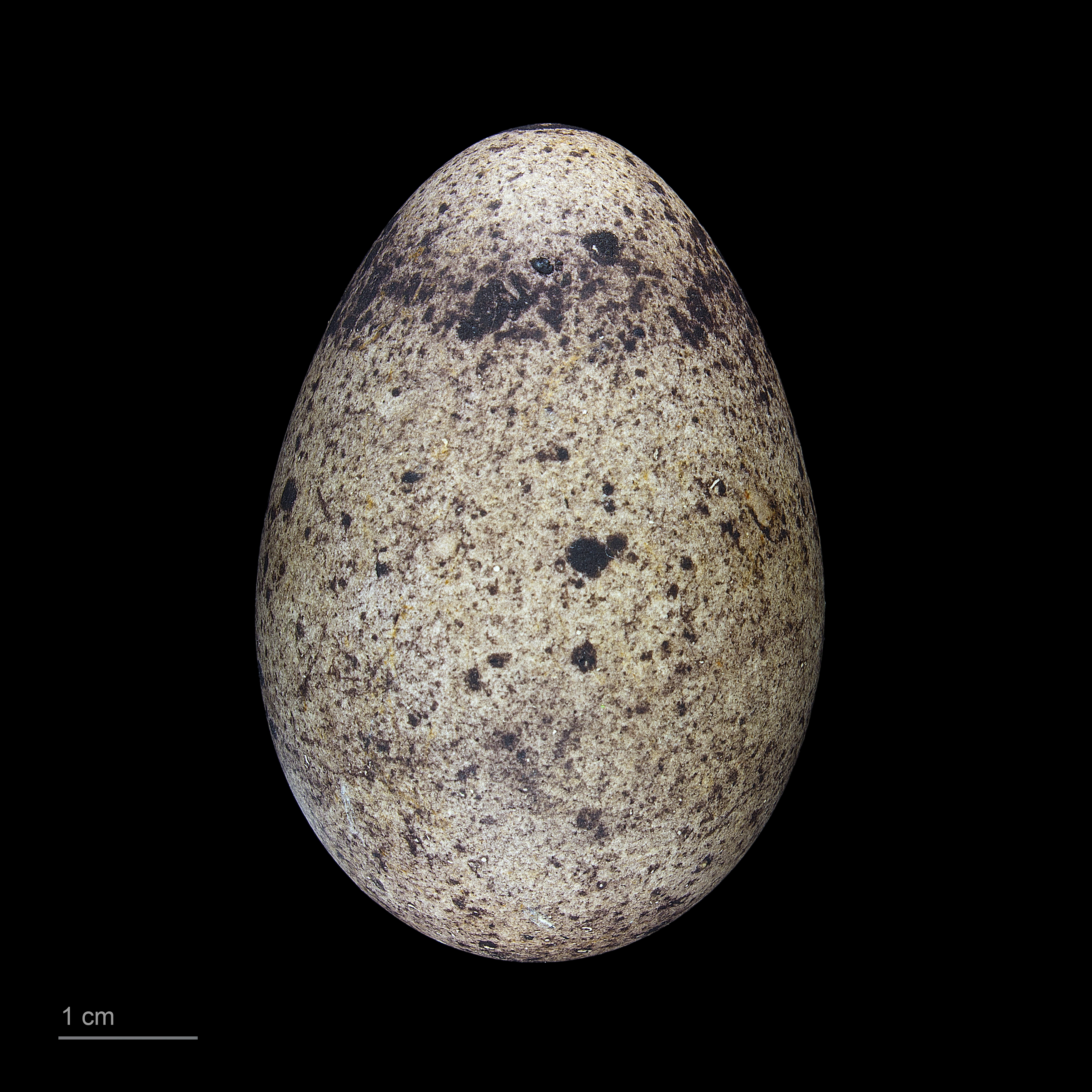
Phaethon lepturus

シラオネッタイチョウ（白尾熱帯鳥、学名：Phaethon lepturus ）は、ネッタイチョウ目ネッタイチョウ科に分類される鳥類の一種。
離島に生息する海鳥である。

## 形態
全長約81cm。尾羽の中央が吹き流しのように長いのが特徴で、中央尾羽を除くと38～40cmほどである。

## 生息地
- 大西洋、西太平洋、インド洋の熱帯域。

## 亜種
5亜種が存在する。
- P. l. lepturus　Daudin, 1802　：インド洋に生息。
- P. l. fulvus　Brandt, 1840　：インド洋のクリスマス島に生息。
- P. l. dorotheae　Mathews, 1913　：西太平洋に生息。
- P. l. catesbyi　Brandt, 1840　：カリブ海に生息。
- P. l. ascensionis　(Mathews, 1915)　：アセンション島に生息。

## 生態
海面で魚類やイカを捕食する。ただし、シラオネッタイチョウは泳ぎはうまくない。